# Захарија Постник
Захарија Постник, или Захарија Печерски (13-14. век) је монах Руске православне цркве, постник Кијевских пећина.

## Биографија
О његовом детињству и световном животу практично нема података, а остали биографски подаци о њему су веома оскудни и фрагментарни. Тако се у Руском биографском речнику који је уређивао Половцев, а који се, по свему судећи, ослањао на Кијево-печерски патерикон и Житија светих према приказу светог Димитрија Ростовског, каже да је Захарија Постник живео у 11. веку:
„... његов отац Јован из Кијева, пре своје смрти, поверио је свог младог сина Захарију другом Кијевчанину, Сергију, и оставио му велику своту новца у наследство. Када је Захарија напунио 15 година и почео да тражи своје наследство, Сергије је рекао да му није остављено никакво наследство; међутим, лаж је чудом откривена, а Сергије кажњен, а Захарија даде сво наслеђе Кијевско-печерском манастиру ...“
Савременији истраживачи су дошли до закључка да Захарија Постник и Захарија, син Јованов, нису једно лице; у Православној енциклопедији и у Енциклопедијском дрвету време живота монаха Захарије приписује се 13-14. веку.
Монах Захарија Постник је примио монаштво у Кијево-Печерском манастиру, где се до смрти трудио у строгом посту: није јео ништа печено или кувано, јео је мало зеленила, и то тек на заласку сунца.
Његове мошти почивају у Далеким пећинама Кијево-Печерске лавре.
Његов помен одаје се 28. августа, 24. марта у Саборном храму Преосвећених отаца Кијевских пећина, у Далеким (Теодосијевим) пећинама, и у другу недељу Великог поста у Саборном храму свих Преосвећених отаца Кијевопечерски.